# 尿黑酸
尿黑酸（2,5-二羟基苯乙酸）是一种酚酸，发现于草莓树蜜中。它也存在于细菌性植物病原体野油菜黄单胞菌（Xanthomonas campestris pv. phaseoli）中，在解脂耶罗维亚酵母（Yarrowia lipolytica）中它与制造褐色素有关。
威廉·普洛特将其命名为melanic acid，但该名称较不常见。

## 人体病理学
若缺乏酪氨酸降解途径中的尿黑酸1,2-双加氧酶（通常由突变导致），则会导致过量的尿黑酸及其氧化物alkapton积累，因而造成黑尿症。

## 中间体
在芳香族氨基酸的分解代谢中，如苯丙氨酸和酪氨酸，它是其中的一个中间体。